# Cercle artistique et littéraire de Namur
Le Cercle artistique et littéraire de Namur (1869-1914) était une société d’agrément et de propagande artistique belge.

## Généralités
Il a été fondé le 11 janvier 1869 au sein du milieu libéral et maçonnique local, tout comme l’ont été, à la même époque, la Bibliothèque populaire, l’École industrielle (École des ouvriers), la Banque populaire et la Crèche de Namur.
Les activités de l’association étaient multiples : organisation de soirées lyriques, dramatiques et chorales ; tenue de conférences populaires ou réservées aux membres ; publication d’Annales dans lesquelles étaient insérés les travaux des mêmes ; mise sur pied d’expositions industrielles ou artistiques. 
La Première Guerre mondiale semble avoir provoqué la fin à son existence.

## Les expositions internationales et triennales des Beaux-Arts de Namur
La principale contribution du Cercle au mouvement de propagande artistique dont le XIXe siècle était friand fut l’organisation d’expositions triennales sur le modèle de celles d’Anvers, de Bruxelles et de Gand.
Il y en eut quatorze de 1871 à 1910. Celle dont l’inauguration avait été fixée au 23 août 1914 fut annulée en raison des circonstances générales qui affectaient le pays…
Jules Trépagne (1841-1922), que Félicien Rops appelle Jud dans sa correspondance, fut l’inlassable cheville ouvrière de ces manifestations. 